# Liu Guozheng

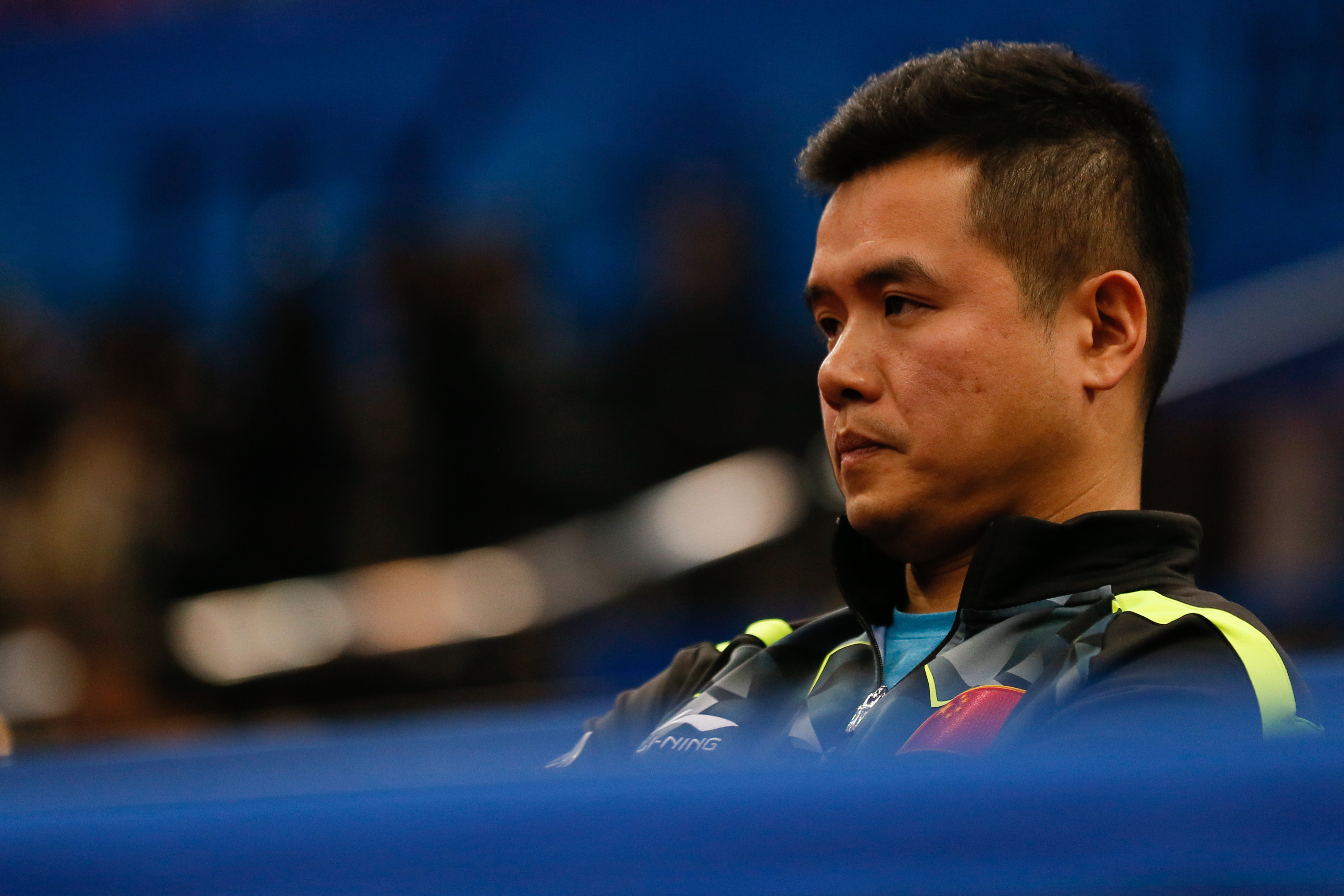
Liu Guozheng in 2017

Liu Guozheng (國正 劉 - Wuhan, 7 maart 1980) is een Chinees professioneel tafeltennisser. Hij greep in 1999 de eindzege in het enkelspeltoernooi van de ITTF Pro Tour Grand Finals. Een jaar later stond hij wederom in de finale, maar verloor ditmaal zijn titel aan Wang Liqin. De Chinees werd met het nationale mannenteam zowel in 2001 als 2004 wereldkampioen in het toernooi voor landenploegen.

## Sportieve loopbaan
Guozheng maakte zijn debuut in het internationale (senioren)circuit op het Joegoslavië Open 1996, waarop hij tot de kwartfinale kwam. Drie jaar later had hij op het China Open zijn eerste titel beet op de ITTF Pro Tour. De Chinees bleek zowel in het enkel- als dubbelspel op wereldniveau uit de voeten te kunnen, wat resulteerde in verscheidene internationale titels in beide disciplines.
Guozheng speelde in 1997 zijn eerste van de zeven WK's waaraan hij tot en met 2005 deelnam. Hij speelde daarbij vijf keer een finale, waarvan hij er twee won. Nadat de Chinees met de nationale ploeg in de eindstrijd in Kuala Lumpur 2000 nog moest buigen voor de Zweden, greep hij met zijn landgenoten in 2001 en 2004 wel de wereldtitel in deze discipline. In zowel 2003 als 2005 stond Guozheng bovendien samen met zijn landgenote Bai Yang in de eindstrijd van het gemengd dubbelspel. Daarin moesten ze het wereldkampioenschap echter laten aan eerst het duo Wang Nan/Ma Lin en twee jaar daarna aan Guo Yue/Wang Liqin.
Guozheng vertegenwoordigde China in het enkelspeltoernooi van de Olympische Zomerspelen 2000. Daar werd hij in de kwartfinale uitgeschakeld.

## Erelijst
Belangrijkste resultaten:
- Wereldkampioen landenteams 2001 en 2004 (met China)
- Verliezend finalist gemengd dubbelspel WK 2003 en 2005 (beiden met Bai Yang)
- Winnaar Aziatische kampioenschappen gemengd dubbelspel 2003 (met Li Nan)
- Winnaar Aziatische kampioenschappen landenteams 1998, 2000 en 2003 (met China)
- Winnaar Aziatische Spelen 2002 landenteams (met China)

ITTF Pro Tour:
Enkelspel:
- Winnaar ITTF Pro Tour Grand Finals 1999 (verliezend finalist in 2000)
- Winnaar China Open 1999
- Winnaar Polen Open 2000
- Winnaar Zweden Open 2000
- Winnaar Amerika Open 2001
- Winnaar Maleisië Open 2003

Dubbelspel:
- Winnaar Polen Open 2000 (met Ma Lin)
- Winnaar Zweden Open 2000 (met Ma Lin)
- Winnaar Maleisië Open 2003 (met Kong Linghui)